# Tyrolský zemský sněm
Tyrolský zemský sněm (německy Tiroler Landtag) je volený zákonodárný sbor v spolkové zemi Tyrolsko v Rakousku. Vznikl z historického stavovského shromáždění. Za Rakouska-Uherska byl jedním ze zemských sněmů Předlitavska. A zachován zůstal i po zániku monarchie v meziválečné i poválečné republice (ovšem v zmenšeném území Tyrolska bez jižních Tyrol připojených k Itálii, kde funguje Jihotyrolský zemský sněm).
Má 36 poslanců. Je volen na funkční období pěti let (aktuální složení určily zemské volby v Tyrolsku v roce 2008). Sněm má zákonodárnou pravomoc na zemské úrovni, dále volí a kontroluje zemskou vládu v čele se zemským hejtmanem a schvaluje zemský rozpočet.